# Khorashad
 (avril 2008).
Si vous disposez d'ouvrages ou d'articles de référence ou si vous connaissez des sites web de qualité traitant du thème abordé ici, merci de compléter l'article en donnant les références utiles à sa vérifiabilité et en les liant à la section « Notes et références ».

Khorāshād (persan: خراشاد) est un village de la province de Khorasan-e-jonubi (du sud) de l'Iran. Le nom historique "khorashad" dérive de la Pahlavi langueges et signifie "Soleil".
Khorashad se trouve à 24 km au sud-est de Birjand, dans l'est de l'Iran. Le village est situé à 2064 mètres d'altitude dans la chaîne montagneuse Bagheran et a froid en hiver et frais en été.
La population actuelle est estimée à environ 1000 personnes.
Le peuple de Khorashad sont persan langue locale et contient de nombreux mots de l'ancien et sassanides Pahlavi langues.
Khorashad est connue pour être le lieu de naissance du peuple notables dans la science comme, le Dr. Mohammad Ismail Rezvani (L'un des plus importants professeur d'histoire de l'Iran), Dr. Mohammad Reza Hafeznia (Professeur de Géopolitique à l'Université Tarbiat Modarres), M. Morteza Hassanpour (Le premier homme, en soins infirmiers en Iran),M. Ghazanfar Forouzanfar (Directeur du Conseil municipal de la Birjand), Dr. Homayun Hadavinia (Le professeur de l'Université Kingston), Dr. M. Khorashadizadeh (Directeur de Birjand Université des sciences appliquées et de technologie) et plus de 60 médecins et de professeurs dans les universités d'Iran, États-Unis, en Angleterre ....